# 2,2,2-Trichloréthanol
Le 2,2,2-trichloréthanol, ou 2,2,2-trichloroéthanol, est un composé organique de formule chimique CCl3CH2OH. C'est un chloroalcane dérivé de l'éthanol dans lequel les trois atomes d'hydrogène de l'atome de carbone no 2 sont remplacés par des atomes de chlore. Chez l'homme, ses effets sont semblables à ceux de ses promédicaments, l'hydrate de chloral CCl3CH(OH)2 et le chlorobutanol Cl3CC(CH3)2OH, dont il est responsable de l'action physiologique. Il était autrefois utilisé comme sédatif-hypnotique. Son phosphate, le triclofos Cl3CCH2OPO3H2, redonne du 2,2,2-trichloréthanol une fois métabolisé dans l'organisme.
Le 2,2,2-trichoréthanol peut être ajouté aux gels de SDS-PAGE afin de permettre la détection des protéines par fluorescence sans devoir recourir à un colorant. Cette étape reste compatible avec une analyse ultérieure, par exemple par western blot.
L'exposition chronique au 2,2,2-trichloréthanol peut provoquer des lésions rénales et hépatiques.